# Кутузов, Иван (художник)
Иван Кутузов по прозвищу Кути (15 января 1956, Петрово, Болгария — 30 июля 2020) — болгарский карикатурист.

## Биография
Учился в Национальной художественной школе, а в 1986 году окончил Художественную академию. Два года проработал горняком на шахте «Бобов дол» и 14 лет учителем. Сотрудничал в качестве карикатуриста в ежедневной и периодической печати, в последние годы жизни публиковался на страницах газет «Капитал» и «Дневник».
За свои работы Иван Кутузов удостоен многочисленных национальных и международных наград, в том числе:
- 2004 — Первая премия на 9-м Международном салоне карикатуры в Земуне, Сербия[2]
- 2005 — Специальная премия на 10-м Международном салоне карикатуры в Земуне[3]
- 2005 — Гран-при карикатуры СБХ[4]
- 2005 — Международная премия конкурса «Мастера карикатуры», Пловдив[5]
- 2008 — Первая премия на 13-м Международном салоне карикатуры в Земуне[6]